# ليسوم غرفثي
ليسوم غرفثي (الاسم العلمي:Illicium griffithii) هو نوع من النباتات يتبع جنس الليسوم من الفصيلة الشزندرية.
سمي هذا النوع نسبةً إلى عالم النبات البريطاني وليام غرفث.